# 손형석
손형석(1973년 12월 29일 ~ )은 대한민국의 연출가이다. 서강대학교 신문방송학과를 졸업하였다.

## 학력 및 경력
- 서강대학교 신문방송학과 학사
- MBC 드라마본부 PD
- MBC 드라마본부 드라마1부장

## 작품 활동

### 텔레비전 드라마
연속 드라마
- MBC 하자있는 인간들 (2019) ... 기획
- MBC 신입사관 구해령 (2019) ... 기획
- MBC 아이템 (2019) ... 기획
- MBC 붉은 달 푸른 해 (2018) ... 기획
- MBC 배드파파 (2018) ... 기획
- MBC 사생결단 로맨스 (2018) ... 기획
- MBC 검법남녀 (2018) ... 기획
- MBC 위대한 유혹자 (2018) ... 기획
- MBC 《파수꾼》(2017) ... 연출
- MBC W  (2016) ... 기획
- MBC《빛나거나 미치거나》(2015) ... 연출
- MBC《투윅스》(2013) ... 연출
- MBC《천사의 선택》(2012) ... 연출
- MBC《개인의 취향》(2010) ... 연출
- MBC《잘했군 잘했어》(2009) ... 연출
- MBC《밤이면 밤마다》(2008) ... 연출
- MBC《옥션하우스》(2007) ... 연출
- MBC《굳세어라 금순아》(2005) ... 조연출
- MBC《영웅시대》(2004 ~ 2005) ... 조연출
- MBC《인어 아가씨》(2002~2003) ... 조연출

단막극
- MBC 베스트극장《로맨스 파파》(2007) ... 연출
- MBC 베스트극장《너네 호영이》(2006) ... 연출
- MBC 베스트극장《라이카의 여름》(2006) ... 연출
- MBC 베스트극장《토끼의 아리아》(2006) ... 연출
- MBC 베스트극장《통정》(2006) ... 연출
- MBC 베스트극장《다리 위의 남녀》(2004) ... 조연출